# François De Pauw
François De Pauw, detto Coco (Uccle, 28 dicembre 1926 – 21 febbraio 2009), è stato un cestista belga.

## Carriera
Ha disputato cinque partite ai Giochi della XIV Olimpiade.